# Luis Rivera Terrazas
Luis Rivera Terrazas (n. Bácum, Sonora, 21 de diciembre de 1912 - 20 de marzo de 1989) fue un ingeniero civil, astrónomo y luchador social mexicano. Colaboró en la fundación del Observatorio Astrofísico Nacional de Tonantzintla (OANTON), invitado por Luis Enrique Erro en 1942, lugar donde fungió como astrofísico desde 1943 hasta 1974. Fue académico y fundador de la Facultad de Física en la Benemérita Universidad Autónoma de Puebla (BUAP), y en 1974 funda el ahora Instituto de Física en la Benemérita Universidad Autónoma de Puebla (IFUAP), del cual fue director durante el primer año para después, en 1975 ser el rector de BUAP hasta a 1981, Fue candidato por parte del Partido Socialista de los Trabajadores a la gubernatura de Puebla en las elecciones de 1986, perdiendo ante el candidato del Partido Revolucionario Institucional Mariano Piña Olaya.

## Biografía
Luis Rivera fue hijo de maestros de educación primaria que se mudaron a la comunidad yaqui de Bacúm, Sonora, durante el periodo presidencial de Francisco I. Madero. Él tuvo una formación como ingeniero civil en la Universidad Nacional Autónoma de México (UNAM) y obtuvo su título a los 24 años de edad. Tras salir de la licenciatura, la Secretaria de Educación Pública le comisionó la construcción de una escuela secundaria federal en Lerdo, Durango, donde desempeño labores académicas por un tiempo.

### La astrofísica en México
En 1942, Luis Rivera participó en la fundación del OANTON al ser invitado por su fundador Luis Erro en 1942, donde colaboró como hasta 1974 de forma continua, aunque realizó sus estudios de posgrado, en astrofísica, en la Universidad de Chicago entre 1945 y 1948 en el Observatorio Yerkes. Durante su estancia en el OANTON se colaboró como director del Programa de Ráfagas Solares (1957-1973) y del  Programa de Observación Interferométrica Solar en Longitud de Onda de 3.6 cm. (1970-1973). Asimismo, fue subdirector del OANTON de 1951 a 1974.

### La Física en Puebla
Luis Rivera impartió clases tanto en el OANTON como en la Facultad de Ciencias de la UNAM sin embargo, en 1950 fundó junto con  el Ing. Joaquín Ancona Alberto la Escuela de Ciencias Físico Matemáticas, ahora  Facultad de Ciencias Físico Matemáticas de la BUAP, convirtiéndola en la segunda sede de enseñanza de Física de educación superior en México con Rivera como su primer director.
En 1972 Luis Rivera, junto con algunos personales docentes de la Escuela de Ciencias Físico Matemáticas forma un grupo de investigación enfocado en la Física de Bajas Temperaturas. Este grupo llevó a Rivera a fundar el entonces  Instituto de Ciencias de la Universidad Autónoma de Puebla (ICUAP), ahora Instituto de Física de la BUAP (IFUAP), del cual fue director durante su primer año (1974 - 1975), antes de ser el rector de la BUAP de 1975 a 1981.

## Honores
Rivera Terrazas fue  acreedor a reconocimientos entre los que se encuentran el Doctorado honoris causa por la Universidad Autónoma de Sinaloa en 1982 y el mismo grado por la Benemérita Universidad Autónoma de Puebla en 1984. También recibió la medalla académica que otorga la Sociedad Mexicana de Física y la medalla Isaac Ochoterena del Consejo estatal de ciencia y tecnología en 1988.  En 1990, tras dejar el IFUAP éste se renombró como Instituto de Física Ing. Luis Rivera Terrazas Asimismo, 1991 se inauguró el Telescopio Luis Rivera Terrazas de la Facultas de Ciencias Físico Matemáticas de la BUAP